# Kateryna Handziuk
Kateryna Viktorivna Handziuk (en ucraniano: Катерина Вікторівна Гандзюк; Jersón, 17 de junio de 1985-Kiev, 4 de noviembre de 2018) fue una activista por los derechos civiles y anticorrupción y asesora política ucraniana, quien expuso la corrupción en su ciudad natal de Jersón. Fue atacada con ácido sulfúrico el 31 de julio de 2018 y murió a causa de sus heridas el 4 de noviembre de 2018.

## Biografía
Handziuk estudió en la Universidad Estatal de Jersón entre 2002 y 2006. En 2008 se graduó de la Universidad Nacional de Economía en Kiev y en 2016 la Academia Nacional de Administración Pública en Kiev. Handziuk se unió al partido político Batkivshchyna («Patria») en 2003 y rápidamente se convirtió en la líder de su ala juvenil local. En 2006 fue elegida diputada del consejo regional del óblast de Jersón y del ayuntamiento de Jersón por Batkivshchyna, así como asesora del alcalde de Jersón. Ella dejó el partido Batkivshchyna en 2015. Durante las elecciones locales de Jersón 2015, Handziuk fue una voluntaria activa que ayudó al alcalde interino de Jersón, Volodymyr Mykolayenko, a ganar las elecciones. En noviembre de 2016, Handziuk se convirtió en la gerente interina de asuntos en el comité ejecutivo del Consejo Municipal de Jersón.
Fue una crítica de las autoridades de seguridad y condenó especialmente la corrupción en el Ministerio del Interior regional. Ella había publicado la participación de la policía en varios casos de corrupción.

## Muerte

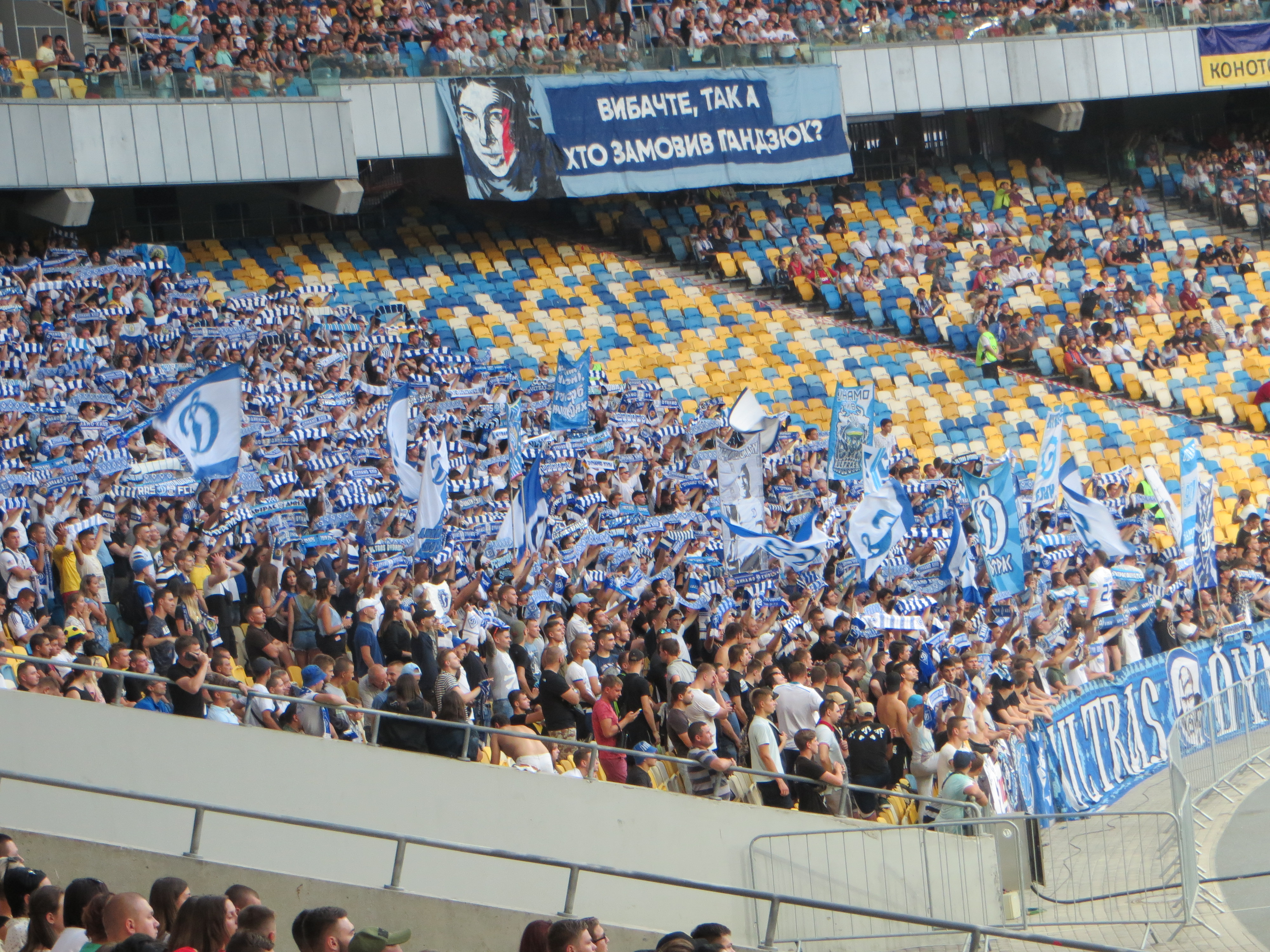
Pancarta pidiendo investigar el ataque contra Handziuk durante un partido de fútbol del Dinamo de Kiev en la Liga de Campeones de la UEFA 2018-19 en agosto de 2018, que en ucraniano reza: «Perdón, pero ¿quién ordenó [el ataque a] Handziuk?».

Un hombre le arrojó ácido sulfúrico frente a su casa el 31 de julio de 2018 y huyó. Ella sufrió quemaduras severas en más del 30 % de su cuerpo. Las autoridades ucranianas detuvieron a cinco presuntos sospechosos. El Comisionado de Ampliación de la Unión Europea, Johannes Hahn, escribió en Twitter: «Los ataques contra activistas de la sociedad civil son inaceptables. Los responsables de este crimen insidioso deben rendir cuentas». Handziuk recibió tratamiento primero en un hospital local, pero poco después fue transferida a una institución médica especial en Kiev.
Handziuk murió el 4 de noviembre de 2018. La causa de muerte preliminar fue una trombosis. El presidente de Ucrania, Petró Poroshenko, confirmó en la tarde del mismo día la muerte de Handziuk en un hospital de Kiev. Pidió a la policía que hiciera todo lo posible para aclarar el caso.
Después de la noticia de la muerte, se produjo en la capital de Ucrania una manifestación de duelo espontánea, en la que cientos de manifestantes marcharon al Ministerio del Interior y exigieron la investigación completa del asesinato.